# Kike
Enrique Boned Guillot, mais conhecido por Kike (Valência, 4 de maio de 1978) é um jogador espanhol de futsal.
Atualmente, joga pelo ElPozo Murcia FS.

## Conquistas e Honrarias
- 1 Melhor Jogador do Mundo (2009)[3]
- 2 Copa do Mundo de Futsal (2000, 2004)
- 1 Vice-campeonato Copa do Mundo de Futsal (2008)
- 3 UEFA Futsal Championship (2001, 2005, 2007)
- 3 Ligas Espanholas de Futsal (05/06, 06/07, 08/09)
- 2 Copa de España de Futsal (2003, 2008)
- 2 Supercopa de España de Futsal (2006, 2010)
- 1 European Futsal Cup Winners Cup (2003)
- 1 Copa Ibérica (2007)
- 2 MVP Liga Nacional Espanhola (01/02, 05/06)
- 4 Melhor defensor da Liga Nacional Espanhola (00/01, 01/02, 05/06, 08/09)
- 1 FIFA Singapur Tournament (2001)
- 1 IV Nations Tournament (1998)